# Delray Beach
Delray Beach ist eine Stadt im Palm Beach County im US-Bundesstaat Florida. Das U.S. Census Bureau hat bei der Volkszählung 2020 eine Einwohnerzahl von 66.846 ermittelt.

## Geographie
Delray Beach liegt unweit vom Atlantik zwischen den beiden Städten Boynton Beach und Boca Raton und stellt dabei eine principal city der Metropolregion Miami dar.
Die Stadt hat eine Gesamtfläche von 41,2 km2. Davon sind 39,8 km2 Landfläche und 1,4 km2 bzw. 3,34 % Wasserfläche.

## Demographische Daten
Laut der Volkszählung 2010 verteilten sich die damaligen 60.522 Einwohner auf 34.156 Haushalte. Die Bevölkerungsdichte lag bei 1520,7 Einw./km². 65,7 % der Bevölkerung bezeichneten sich als Weiße, 28,0 % als Afroamerikaner, 0,2 % als Indianer und 1,8 % als Asian Americans. 2,6 % gaben die Angehörigkeit zu einer anderen Ethnie und 1,7 % zu mehreren Ethnien an. 9,5 % der Bevölkerung bestand aus Hispanics oder Latinos.
Im Jahr 2010 lebten in 19,8 % aller Haushalte Kinder unter 18 Jahren sowie 38,0 % aller Haushalte Personen mit mindestens 65 Jahren. 51,8 % der Haushalte waren Familienhaushalte (bestehend aus verheirateten Paaren mit oder ohne Nachkommen bzw. einem Elternteil mit Nachkomme). Die durchschnittliche Größe eines Haushalts lag bei 2,18 Personen und die durchschnittliche Familiengröße bei 2,93 Personen.
18,2 % der Bevölkerung waren jünger als 20 Jahre, 24,3 % waren 20 bis 39 Jahre alt, 27,2 % waren 40 bis 59 Jahre alt und 30,1 % waren mindestens 60 Jahre alt. Das mittlere Alter betrug 46 Jahre. 48,1 % der Bevölkerung waren männlich und 51,9 % weiblich.
Das durchschnittliche Jahreseinkommen lag bei 49.823 $, dabei lebten 13,9 % der Bevölkerung unter der Armutsgrenze.
Im Jahr 2000 war Englisch die Muttersprache von 75,44 % der Bevölkerung, 11,73 % sprachen haitianisches Kreolisch, Spanisch sprachen 7,02 % und 5,81 % hatten eine andere Muttersprache.

## Sehenswürdigkeiten
Folgende Objekte sind im National Register of Historic Places gelistet:
- Delray Beach Schools
- J. B. Evans House
- Marina Historic District
- Milton-Myers American Legion Post No. 65
- Seaboard Airline Railroad Station
- John and Elizabeth Shaw Sundy House

## Persönlichkeiten

### Söhne und Töchter der Stadt
- Michael Binger (* 1976), Pokerspieler
- Nick Binger (* 1982), Pokerspieler
- Rhi Jeffrey (* 1986), Schwimmerin
- Tre’Quan Smith (* 1996), American-Football-Spieler
- Cori Gauff (* 2004), Tennisspielerin

### Persönlichkeiten mit Bezug zur Stadt
- Rick Blanc (um 1950–2010), Jazz- und Studiomusiker
- Jéan Constant (* 1996), American-Football-Spieler

## Partnerstädte
Delray Beach hat zwei Partnerstädte, Miyazu in Japan und Moshi in Tansania.

## Sport
In Delray Beach wird mit den Delray Beach International Tennis Championships jährlich ein Herren-Tennisturnier der ATP Tour ausgetragen.

## Verkehr
Delray Beach liegt an der in Nord-Süd-Richtung verlaufenden Interstate 95. Weitere im Stadtgebiet verlaufene Straßen sind der U.S. Highway 1 sowie die Florida State Roads A1A und 806.
Die Stadt besitzt einen Bahnhof an der von der Tri-Rail betriebenen Bahnstrecke von Mangonia Park zum Flughafen Miami. Die Amtrak bietet von hier aus auch Direktverbindungen nach New York City an.
Mit dem Flugzeug ist die Stadt international über die folgenden Flughäfen zu erreichen: Den Palm Beach International Airport bei West Palm Beach, den Fort Lauderdale-Hollywood International Airport bei Fort Lauderdale sowie den Miami International Airport bei Miami.

## Kriminalität
Die Kriminalitätsrate lag im Jahr 2010 mit 478 Punkten (US-Durchschnitt: 266 Punkte) im hohen Bereich. Es gab drei Morde, 22 Vergewaltigungen, 198 Raubüberfälle, 367 Körperverletzungen, 724 Einbrüche, 2423 Diebstähle, 193 Autodiebstähle und sieben Brandstiftungen.